# Covariable
En estadística, una covariable es una variable que posiblemente predice el resultado bajo estudio. Una covariable puede ser de interés directo o puede ser una variable de confusión o con interacción.
En un análisis de regresión se utilizan los términos alternativos variable explicativa, variable independiente o predictor. En econometría, el término "variable de control" se utiliza generalmente en lugar de "covariable".  Un ejemplo es el análisis de la tendencia del nivel del mar realizado por Woodworth (1987). En este caso, la variable dependiente (y variable de mayor interés) fue el nivel medio anual del mar en un lugar determinado para el que se disponía de una serie de valores anuales. La variable primaria independiente fue el tiempo. Se utilizó una covariable compuesta por valores anuales de la presión atmosférica media anual al nivel del mar. Los resultados mostraron que la inclusión de la covariable permitió obtener estimaciones mejoradas de la tendencia en relación con el tiempo empleado, en comparación con los análisis que omitieron la covariable.